# Холява Дмитро Климович
Дмитро Климович Холява (* 6 січня 1950) — радянський футболіст, український футбольний функціонер. Президент футбольного клубу «Карпати» (Яремче).
У 1985 році був одним з ініціаторів створення футбольного клубу «Спартак» (Яремче) і грав за цю команду. До того виступав за команду майстрів «Спартак» (Івано-Франківськ).
За президентства Холяви «Карпати» (Яремче), зокрема здобули перемогу в чемпіонаті Івано-Франківщини 2009 року й виграли Кубок України з футболу серед аматорів 2009, здобувши таким чином право виступати в Кубку України з футболу 2010—2011. Там любительська команда несподівано вибила друголігові колективи «Верес» (3:0) і МФК «Миколаїв» (1:0), а в 1/16 фіналу гідно зіграла проти «Волині», що представляла Прем'єр-лігу, — 4:5.